# Люк Скайвокер
Люк Скайво́кер (англ. Luke Skywalker) — вигаданий персонаж у всесвіті Зоряних війн, створеним Джорджем Лукасом. Головний герой оригінальної трилогії Зоряних війн. Вперше Люк Скайвокер з'явився у виконанні Марка Гемілла у фільмі «Зоряні війни» (1977), а згодом повернувся до цієї ролі у фільмах «Імперія завдає удару у відповідь» (1980) та «Повернення джедая» (1983). Через тридцять років актор повернувся до ролі Люка у трилогії сиквелів. Пізніше Гемілл зіграв цифрову версію Люка в серіалах Disney+ «Мандалорець», з'явившись у фінальному епізоді другого сезону наприкінці 2020 року, та «Книга Боби Фетта», з'явившись у шостому епізоді першого сезону на початку 2022 року.
Спочатку Люк був фермером на планеті Татуїн, який жив зі своїми дядьком і тіткою. Але згодом Люк стає ключовою фігурою у війні Альянсу Повстанців проти Галактичної імперії. Люк — син лицаря-джедая Енакіна Скайвокера (який став лордом ситхів Дартом Вейдером) і Падме Амідали. Люк є братом-близнюком лідера повстання Леї Орґани та швагро контрабандиста Хана Соло. Люк навчався у майстрів-джедаїв Обі-Вана Кенобі та Йоди, і згодом відновив Орден джедаїв. Пізніше він став наставником для свого племінника Бена Соло та для внучки Палпатіна Рей. Люк помирає в кінці «Останніх джедаїв», але повертається у «Скайвокер. Сходження», як дух Сили, розмовляючи з Рей, щоб вона боролася проти діда. Наприкінці фільму духи Люка та Леї дають Рей благословення прийняти прізвище Скайвокер і продовжити спадщину родини.
Персонаж також ненадовго з'являється у приквелі «Помста ситхів» як немовля. У деканонізованому Розширеному всесвіті (Легенди) Люк є головним героєм багатьох історій, які відбуваються після «Повернення джедая», у яких його зображують могутнім майстром-джедаєм, чоловіком Мари Джейд, батьком Бена Скайвокера та дядьком Джайни, Джейсена і Енакіна Соло.

## Концепція та кастинг
Джордж Лукас розглядав різні образи для головного героя фільму «Зоряні війни». Одними з таких образів були: 60-річний сивий ветеран війни, майстер-джедай, карлик та жінка. В одному з інтерв'ю про свої ранні чернетки Лукас сказав:
Перша [версія] розповідала про принцесу і старого генерала. Друга версія стосується батька, його сина та дочки; дочка стала героїнею фільму. Тепер дочка стала Люком, персонажем Марка Гемілла. Була також історія двох братів, де я перетворив одного з них на сестру. Старшого брата ув'язнили, а молодшій сестрі довелося його рятувати і повертати до тата.
Марк Гемілл у своєму першому інтерв'ю про Зоряні війни розповів, що Джордж Лукас сам обрав його на цю роль, хоча до цього актор проходив прослуховування, яке завалив.
Хоча прізвище Люка було «Скайвокер» в обробці «Зоряних війн» 1973 року, у наступних чернетках Лукаса воно було змінено на «Старкіллер», у якийсь момент з'явившись у назві («Зоряні війни: З пригод Люка Старкіллера»). Прізвище «Старкіллер» залишилося протягом перших кількох місяців виробництва фільму; Гемілл використовував ім'я «Люк Старкіллер» єдиний раз, коли він згадував себе під час зйомок, у сцені, під час якої шолом штурмовика закриває йому рот; у фільмі його прізвище було замінено «Скайвокером». «Старкіллер» був виключений через те, що Лукас назвав це «неприємними конотаціями» з Чарльзом Менсоном.
В альтернативній кінцівці, запропонованій Лукасом для останнього фільму оригінальної трилогії Зоряних війн, Люк взяв на себе обов'язки свого батька, і після його смерті мав намір правити Галактикою. Хоча Лоуренс Каздан підтримав цю ідею, Лукас зрештою відмовився від неї, оскільки фільми були зняті для дітей. Ще один варіант кінцівки фільму показував, як персонаж зникає в пустелі, подібно до «Клінта Іствуда у спагеті-вестернах».
За словами Марка Гемілла, під час зйомок оригінального фільму Лукас запитав його, чи не повторить він цю роль, коли йому виповниться 60, щоб передати естафету наступному поколінню. У 1983 році Гемілл заявив, що його повернення до франшизи буде «або іншим, або не тим самим персонажем». Гемілл дізнався про трилогію сиквелів в середині 2012 року на Star Wars Celebration під час обіду, коли Лукас сказав йому, що один епізод знаходиться в розробці.
Відсутність екранного часу у «Пробудженні сили» була пов'язана з побоюваннями сценариста Майкла Арндта, що присутність Люка буде відтягувати увагу глядачів від головної героїні, що призвело до угоди про те, що його майже не покажуть у фільмі, але він стане головним сюжетним персонажем. Гемілл відвідував зустрічі для читання сценаріїв, і допоміг приховати роль Люка у фільмі, замість діалогу читав сценічні постановки. За словами режисера та співавтора сценарію Джей Джей Абрамса, це дозволило Геміллу залишатися втягнутим в процес, а його читання допомогло створити «кращий досвід для всіх».
Після зйомок «Пробудження сили» Гемілл збрив бороду, щоб зіграти роль Трикстера у серіалі «Флеш», а потім знову її відростив, щоб знятись у «Останні джедаї». За словами концепт-дизайнера Крістіана Альцманна, поява Люка в цьому фільмі частково була натхненна появою полковника Курца в «Апокаліпсисі сьогодні» (1979).

## Поява

### Оригінальна трилогія
В оригінальній трилогії Люк представляє собою архетип героя: «молодий чоловік, покликаний до пригод, герой, який виходить назустріч випробуванням та пригодам і повертається після перемоги з благом для суспільства».

#### Нова надія
У вилученій сцені, яка передувала першій появі персонажа у фільмі (збереглася у радіопостановці), Люк прощається зі своїм найкращим другом Біггсом Дарклайтером, який щойно вступив до Імперської академії. Друзі дитинства зневажливо називають його «Черв'яком».
У фільмі «Зоряні війни: Нова надія», події розгортаються через дев'ятнадцять років. Люк живе на планеті Татуїн разом зі своїм дядьком Оуеном та тіткою Беру. Дядько та тітка приховали від нього правду про минуле його батька, розповівши Люкові, що його батько був пілотом вантажного зорельота та вже давно помер. Люк робить перші кроки до своєї долі, коли зустрічається з двома дроїдами, С-3РО та R2-D2, яких було послано принцесою Леєю з таємним повідомленням до Обі-Вана Кенобі. Обі-Ван Кенобі, якого Люк знав під ім'ям «Бен Кенобі» розповідає йому що, його батько був лицарем Джедай, якого зрадив та вбив молодий джедай на ім'я Дарт Вейдер. Також Обі-Ван Кенобі передає Люкові світловий меч його батька. Обі-Ван пропонує Люку відправитися на Альдераан, але Люк відмовляє йому.
Люк змінює свою думку, коли дізнається, що його дядько та тітка було вбито імперськими штурмовиками. Вони наймають контрабандистів Хана Соло та Чубакку та їх корабель «Тисячолітній сокіл», щоб відправитися на Альдераан. Прилетівши до пункту призначення, вони дізнаються, що Альдераан було знищено за допомогою Зірки Смерті.
Люк, за допомогою Хана Соло, Чубакки та дроїдів С-3РО, R2-D2 звільняють принцесу Лею. Люк приєднюється до Альянсу Повстанців та під час битви при Явіні знищує Зірку Смерті.

#### Імперія завдає удару у відповідь
Під час подій, що зображуються у п'ятому епізоді «Зоряних війн», Люк командир у Альянсі Повстанців на планеті Гот. Його ледве не було вбито сніговою істотою вампою; він врятувався притягнувши до себе за допомогою Сили світловий меч. Люкові з'являється привид Обі-Вана Кенобі та говорить йому, щоб Люк летів на планету Дагоба, щоб закінчити навчання у Майстра Джедаїв Йоди.
Люк командує ескадроном снігових спідерів, прикриваючи евакуацію бази повстанців під час атаки сил Імперії. Після бою Люк залишає Гот та на власному іксокрилі та летить на Дагоба. Там він зустрічає Йоду та продовжує тренування.
Його тренування було перервано видінням про страждання його друзів. Незважаючи на попередження Обі-Вана та Йоди, він летить до Хмарового Міста, щоб допомогти друзям. Там Люк зустрічається з Дартом Вейдером та б'ється з ним на світлових мечах. Вейдер відтяв Люкові долоню правої руки та після цього відкрив йому правду про те, що він є його батьком. Дарт Вейдер запропонував Люкові перейти на Темний бік Сили та керувати Галактикою разом з ним. Але Люк відмовляється та стрибає у трубопровід. Його підбирає «Тисячолітній сокіл».

#### Повернення джедая
У шостому епізоді «Зоряних війн» Люк разом з Леєю, Лендо Калрісіаном та дроїдами С-3РО та R2-D2 відправляються на Татуїн, щоб врятувати Хена Соло з полону Джабби Гатта. Люк сам потрапляє у полон до Джабби, але йому вдається врятуватися завдяки R2-D2, та врятувати своїх друзів.
Люк повертається на Дагоба, щоб закінчити навчання у Йоди. Він питає у Йоди чи є правдою слова Дарта Вейдера про те, що він є його батьком. Йода підтверджує слова Вейдера. Привид Обі-Вана повідомляє Люку, що Лея — його сестра-близнючка. Обі-Ван каже Люку, що він не стане Джедаєм, доки не зустрінеться ще раз із своїм батьком.
Вирушивши разом з загоном повстанців на Ендор, Люк здається у полон імперським штурмовикам, знаючи що вони відведують його до Вейдера. Люка доставляють на нову недобудовану Зірку Смерті Дарт Вейдер веде Люка до імператора. Люк б'ється з Вейдером на світлових мечах. Під час бою, коли Люк відрубав Вейдеру долоню, імператор робить спробу схилити Люка до темного боку Сили, але це йому не вдається. Використовуючи Силу, імператор б'є Люка блискавками. В останню мить на допомогу Люку приходить Дарт Вейдер, який схопив імператора та кинув його у шахту реактора.
Смертельно поранений Дарт Вейдер просить Люка зняти з нього шолом, щоб подивитись на сина власними очима. Пізніше після перемоги повстанців та знищення Зірки Смерті, Люкна Ендорі бачить привиди Обі-Вана, Йоди та свого батька.

### Трилогія приквелів

#### Помста ситхів
Протягом фільмів з серії «Зоряні війни» Люк вперше з'являється у фільмі «Зоряні війни: Помста ситхів», коли він народжується на планеті Поліс Масса разом зі своєю сестрою Леєю. Люк та Лея двійнята, але Люк старший, адже народився трохи раніше за Лею. Їхня мати померла під час пологів. Майстри Джедаї Йода та Обі-Ван Кенобі сховали дітей, щоб захистити їх від щойно створеної Галактичної імперії та її володаря імператора Палпатіна.
Лею відправили на Альдераан, де її вдочерив сенатор Бейл Органа, і Лея стала принцесою, а Люка відправили на планету Татуїн, де він став фермером-збирачем води зі своїм дядьком Оуеном та тіткою Беру. Обі-Ван відправився на Татуїн, щоб наглядати за Люком.

### Трилогія сиквелів

#### Пробудження Сили
У першому епізоді трилогії сиквелів показано, що Люк Скайвокер таємничим чином зник через 30 років після знищення другої Зірки Смерті. Люк зник після того, як його племінник і учень Бен Соло перейшов на темний бік і став Кайло Реном, полководцем тиранічного Верховного Порядоку та новим учнем Сноука. Коли Кайло Рен убив усіх учнів Скайвокера і став початком падіння Галактична Республіка, Люк відчув відповідальність в скоєному і зник. Наприкінці фільму Руху опору вдається віднайти всю карту, яка показує, що Люк перебуває на планеті Ач-То. Згодом на його пошуки відправляється Рей, якій вдається його знайти на одному з островів планеті, і вона повертає йому світловий меч.

#### Останні джедаї
Дізнавшись про смерть свого давнього друга Хана Соло, він неохоче погоджується навчати Рей. Він розповідає їй історію Ордену джедаїв і те, як Дарт Сідіус прийшов до влади. Він вважає, що джедаї були частково відповідальними за падіння його батька на Темну сторону. Люк зізнається, що він ненадовго думав про вбивство свого племінника після того, як побачив видіння в якому він перейшов до Темної сторони. Коли Бен прокинувся й побачив Люка зі світловим мечем, він відчув себе зрадженим і покинув навчання знищивши Академію Джедаїв. Рей просить Люка допомогти їй повернути Бена, але він відмовляється. Коли Рей йде, Люк намагається спалити бібліотеку джедаїв, але йому це не вдається. Його відвідує привид Йоди, який запевняє його, що він все ще має мету. Пізніше Люк з'являється на Крейті, де Рух опору перебуває в облозі, він вибачається перед Леєю за те, що дозволив Бену перейти на Темну сторону та виходить на двобій з Кайло Реном. Рен віддає наказ відкрити вогонь з бластерів по Люку, але він виживає після бластерного вогню і вступає у бій на світлових мечах з Реном. Рен під час бою усвідомлює, що Люк невразливий до будь-яких ударів. Насправді Люк весь час перебував на планеті Ач-То, використавши Силу, щоб створити ілюзію на Крейті. Після бою Люк падає і єднається із Силою. Битва з Реном дала зможу Опору втекти з планети.

#### Скайвокер. Сходження
Люк зявляється в останньому фільмі трилогії сиквелів «Скайвокер. Сходження», після того як Рей перемагає Рена в дуелі, вона летить до пленети Ач-То, на якій переховувався Люк. Рей прилетівши на винищувачі спалює його, і коли вона кидає світловий меч Люка у полум'я, він з'являється як дух Сили і ловить його. Він дорікає їй за неповагу до зброї, і визнає, що був не правий, не беручи участі в Опорі. Люк дякує Рей за те, що допомогла йому відкрити себе, і закликає її продовжувати боротьбу проти ситхів. Він дає їй світловий меч Леї та винищувач для того, щоб вона полетіла до Екзеґолу. Після того, як Рей перемагає Палпатіна, вона летить до Татуїну на ферму, де виріс Люк. Коли перехожий запитує Рей, хто вона, вона бачить духів Люка та Леї і відповідає «Рей Скайвокер».

## Розширений всесвіт

### Після битви при Ендорі
Через день після двобою з Дартом Вейдером Люк, що ще не відновився від пошкоджень, які було нанесено блискавками Сили Палпатіна, врятував Веджа Антіллеса від смерті від вибуху дроїда-посильного, котрий самоліквідувався відразу після того, як передав заклик про допомогу з Бакури. Скайвокер очолив місію Альянсу на Бакуру — планету, що піддалася нападу з боку дивної раси прибульців, ссі-руук, що використовували життєву силу полонених для живлення своїх машин. Там Люк Скайвокер та Лея Орґана домоглися тимчасового перемир'я між повстанцями й імперськими силами, щоб разом відбити вторгнення. На Бакурі Люк закохався в молодого сенатора з планети — Геріель Кептісон. Їхні відносини швидко розвивалися, але після завершення місії шляхи Геріель та Люк розійшлися. Під час місії на Бакурі Люк був заражений невідомими паразитами, яких нацькував на нього імперський губернатор Вілек Нереус, та потрапив у полон до ссі-руук. Але за допомогою Дева Сібварри, чутливої до Сили людини на службі в ссі-руук, Люк зміг втекти, пошкодивши корабель ссі-руук і тим самим забезпечивши повстанцям перемогу в битві. Трохи пізніше Люк продиктував умови капітуляції Вілеку Нереусу, звільнивши бакуріанців від імперського диктату.

### У пошуках спадщини (4— 11ПБЯ)
Скайвокеру довелося зачекати зі здійсненням мрії про відродження Ордену джедаїв. Смерть Палпатіна стала причиною пропасної активності у всій галактиці, і Люк був змушений допомагати багатьом світам скинути ярмо Імперії. Так, на планеті Солей Скайвокер допомагав місцевим заколотникам скинути короля Блеккарта. Під час цієї місії Люк закохався в дівчину по імені Мері і хотів піти з Альянсу, щоб жити з нею, залишивши війну в минулому. Але Імперія почала повторну окупацію планети, під час якої Мері загинула, а Люк зміг втекти, лише скориставшись допомогою солейця Браксаса. Смерть Мері стала причиною повернення Люка в Альянс, де він продовжив службу, виконуючи найнебезпечніші завдання.
Знаходячись на базі повстанців на Ендорі, Люк продовжив покращувати свої навички у використанні Сили, отримавши підтримку Вікета і евоків. Саме тут Люк Скайвокер одержав своє перше офіційне завдання з моменту смерті Імператора. Він став представником повстанців і відвідав планети Іскалон та Шаукен, щоб переконати місцевих мешканців відправити своїх представників на Першу Конференцію Незалежних Рас. Під час виконання цього завдання Люк зустрів іскалоніанця Кіро. Кіро був чуттєвий до Сили і сподівався, що Скайвокер навчить його джедайському мистецтву.
Однак смерть Сібварри змусила Люка переглянути свої плани щодо відродження Ордену, і він відмовився навчати Кіро. Незабаром після цього Скайвокер став тренувати нових бійців Альянсу, серед яких були Барні, Рік Дуел, Чіхдо, Дракос, зелтронка Дені і Ферон. Не володіючи чутливістю до Сили, вони дуже хотіли мати таку ж фізичну підготовку, як у лицарів-джедаїв. Хоч Люк і був майже цілком упевнений, що його учні не можуть використовувати Силу, він не став навіть намагатися знайомити їх з її можливостями, тому що побоювався їхнього переходу на Темну Сторону. Таким чином, перші учні Люка були простими солдатами, яких відрізняла від інших лише гарна фізична підготовка.
Люк продовжував тренувати, поки до нього на Ендор не прилетіла молода Віла і не попросила Люка навчити її. Дівчина сподівалася, що зможе придбати нові здібності, що допоможуть їй врятувати свою батьківщину — Налдар. Скайвокер обіцяв Вілі, що буде вчити її, але не виконав обіцянки. Упередження Люка проти навчання дійсних джедаїв зазнали серйозної перевірки, коли він зіштовхнувся на Налдарі з Флінтом — іншим молодим чоловіком, якому він відмовив у навчанні. Флінт став Темним володарем ситхів під керівництвом темної володарки Лумаї й очолив імперські сили на Налдарі. Люк бився з ним і зрозумів, що його відмова Флінту породила зло. Скайвокер допоміг Флінту усвідомити те, як він помилявся, а от Віла загинула в спробі врятувати життя колишнього Темного владики. Люка Скайвокера знову відвідало видіння Йоди, Обі-Вана Кенобі та Енакіна Скайвокера, після якого він зрозумів, що боятися Темної Сторони безглуздо і вирішив відродити Орден. Першим його дійсним учнем став Кіро, якому Люк раніше відмовив у навчанні.

## Аналіз персонажа

### Психоаналіз
Кожен із персонажів «Зоряних війн» втілює один з архетипів у подорожі героя Джозефа Кемпбелла, а Люк Скайвокер заповнює архетип героя. Слідуючи класичному сюжету, він спершу перебуває в буденному світі, але повідомлення ззовні (прохання Леї про допомогу) спонукає Люка зустрітися з наставником (Обі-Ваном) і стати на шлях подвигів. Об'єднавшись із рештою героїв, Люк опиняється на межі смерті в глибинах Зірки Смерті, але зрештою лишається неушкоджений і здобуває знання, потрібні для перемоги над Дартом Вейдером у вирішальному протистоянні. Використовуючи Силу, Люк проходить останнє випробування та повертається за нагородою.

### Релігійний
Деякі стверджують, що Люк відображає фундаментальні цінності християнства та авраамічної релігії. Подорож Люка часто порівнюють з мандрівкою Ісуса Христа. Боротьба Люка між добром і злом контрастує з боротьбою його батька, Енакіна Скайвокера, таким чином представляючи історію блудного сина.

## Сприйняття
У 2015 році Люк Скайвокер увійшов до списку «50 найкращих кіноперсонажів усіх часів» за версією журналу Empire. Також журнал помістив його на третє місце у списку «найкращих персонажів „Зоряних війн“». У списку від Fandomania.com «100 найкращих вигаданих персонажів» Люк зайняв 14 місце. IGN помістив Люка на четверте місце у списку «найкращих персонажів „Зоряних війн“», а читачі IGN двічі обрали його як одного з найулюбленіших персонажів «Зоряні війни». Джессі Шедін з IGN розмістив Люка Скайвокера у списку персонажів, яких хотіли б побачити на Wii, назвавши Скайвокера одним зі своїх улюблених героїв «Зоряних війн», а також Шедін додав, що Люка, як одного з персонажів Зоряних війн, хотіли б бачити в Soulcalibur. IGN також назвав бій між Люком Скайвокером та Дартом Вейдером у фільмі «Повернення джедая» однією з найкращих «битв з босами». У одній зі статей Тодда Гілкріста з IGN сказано, що його улюблена промова Люка — «Я джедай, як і мій батько раніше». UGO Networks назвали Люка одним з найкращих героїв усіх часів, а читачі UGO визнали його одним із найкрутіших персонажів «Зоряних війн». Дін Кеймен назвав свою систему протезів руки на честь персонажа — «Люк». Одним із ознак впливу персонажа на шанувальників є розгорнута теорія фанатів, яка розвивається в Інтернеті з 2015 року, згідно з якою в оригінальній трилогії насправді є два різних Люка: звичайний і «більший Люк» трохи більшої статури, який з'являється в деяких сценах.
Марк Гемілл був номінований на премію «Сатурн» за найкращу чоловічу роль за роль Люка Скайвокера у «Новій надії», і отримав нагороду за роль у фільмах «Імперія завдає удару у відповідь», «Повернення джедаїв» та «Останні джедаї».
У 1976 році Гемілл потрапив до ДТП після зйомок «Нової надії», через отримані травми була зроблена операція на обличчі. Було припущено, що напад вампи на початку фільму «Імперія завдає удару у відповідь» пояснить його травму обличчя, але Джордж Лукас спеціально заперечував це в коментарях до DVD «Імперія завдає удару у відповідь».
Багато шанувальників розчарувались образом Люка в «Останніх джедаях» те, що він був зображений «як сварливий старий, чиї невдачі змусили його сховатися». Спочатку Гемілл заявив, що він «майже принципово [не погоджувався] з кожним вибором [режисера „Останніх джедаїв“ Раяном Джонсоном], зробленим для цього персонажа», але актор дуже поважав Джонсона і був готовий зробити свій внесок, щоб показати бачення Джонсона. Щодо можливості зіграти цю роль молодшому актору, Гемілл висловив підтримку Себастіану Стену, чия фізична схожість з молодим Геміллом стала вірусною. Також він зазначив, що дитячий актор Джейкоб Трембле був би найкращим вибором, якби історія була зосереджена на дитинстві Люка.

## Культурний вплив
Люк Скайвокер залишається іконою американської культури. Його часто використовують дитячі психотерапевти, щоб допомогти дітям спроєктувати свої думки та стан буття у спосіб, зрозумілий як дитині, так і терапевту. Також терапевти використовують інші ідеї з «Зоряних війн» на сеансах, навчаючи своїх пацієнтів, що Сила представляє саморозуміння, якого вони досягають під час терапії. Дітей вчать, що вони — Люк, а їхній терапевт — Обі-Ван, тому в підсумку, оскільки Люку більше не потрібен його наставник, одного дня їм більше не потрібен їхній терапевт.
«Зоряні війни» пов'язані з культурними подіями свого часу, такими як Холодна війна та політика Ніксона. За даними space.com, відрізання руки Люку та символічна біонічна присутність Дарта Вейдера символізують єдність військових і людей з ампутованими кінцівками.